# جامعة سالفورد

مبنى الجامعة

جامعة سالفورد مؤسسة تعليمية تقع في مدينة مانشستر. تأسست عام 1896 ويوجد بها 19,000 طالب تقريباً.

## معرض صور

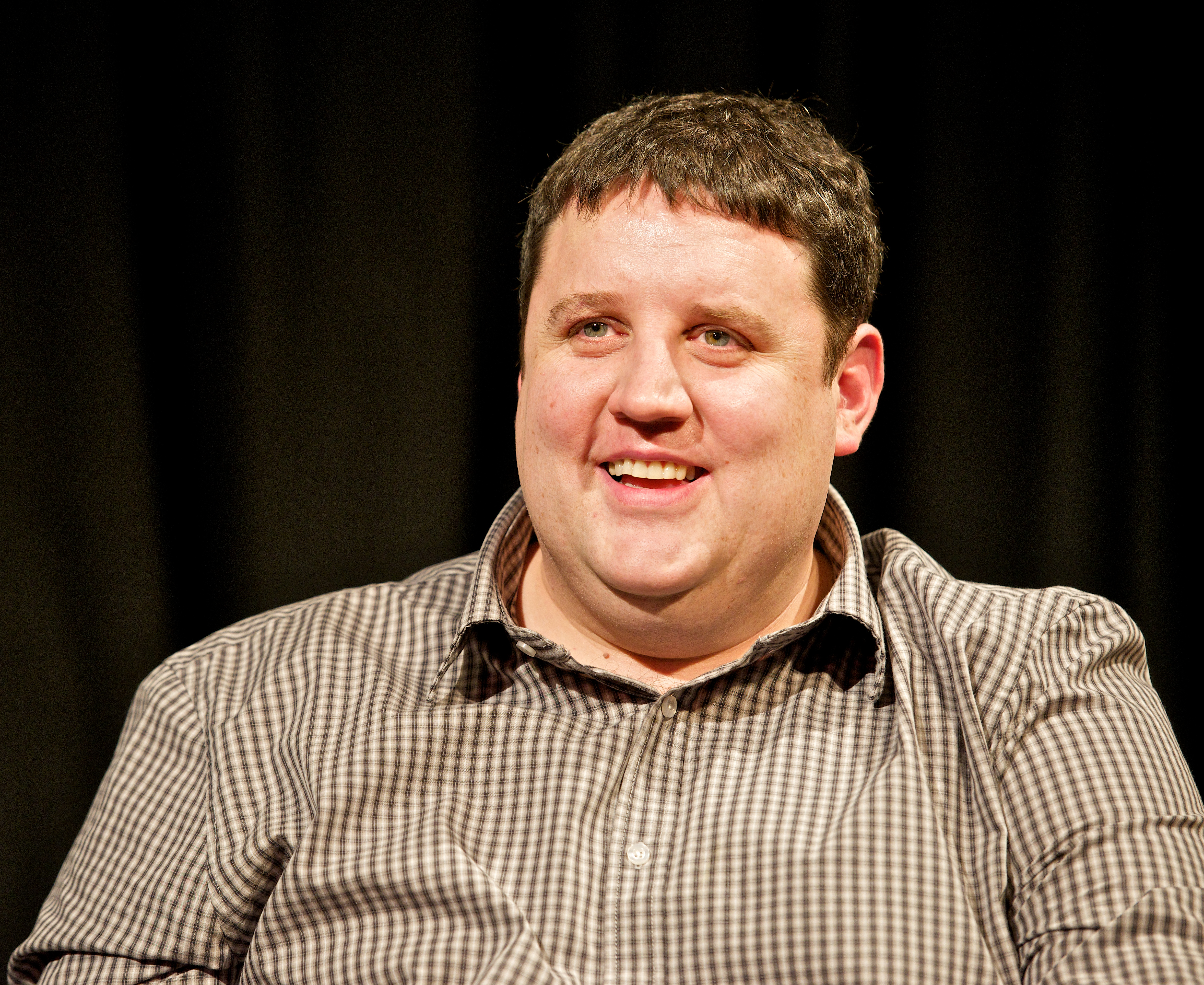
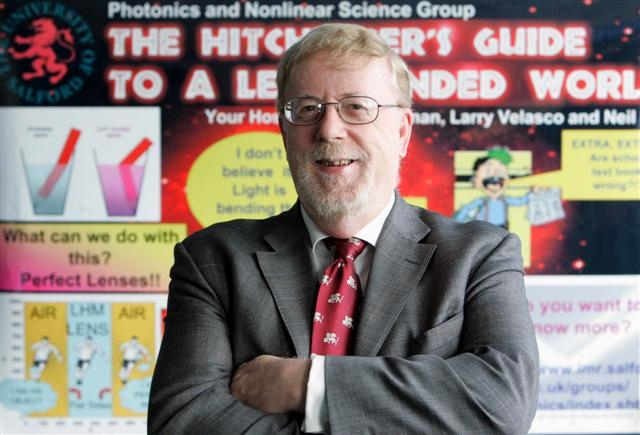
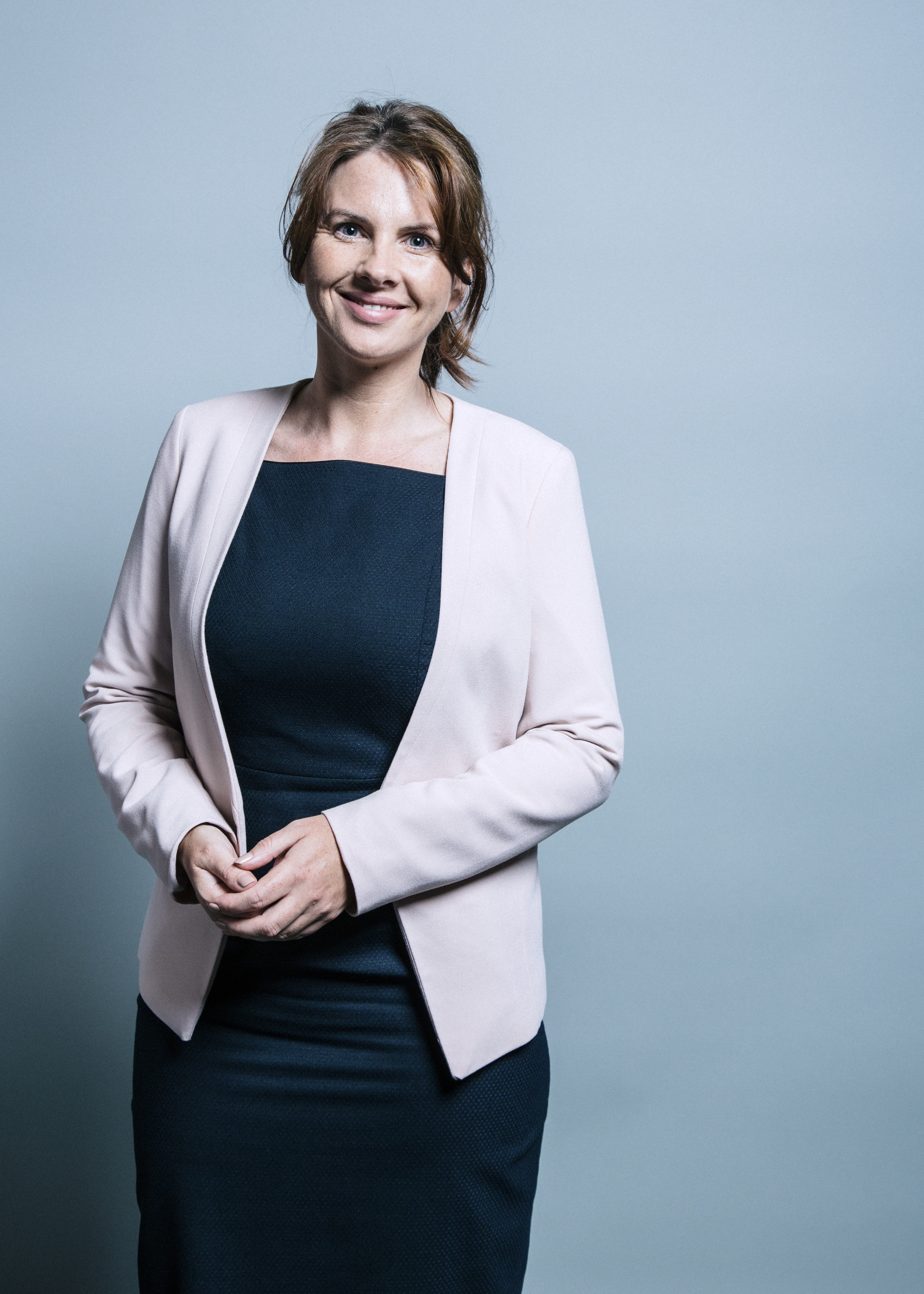
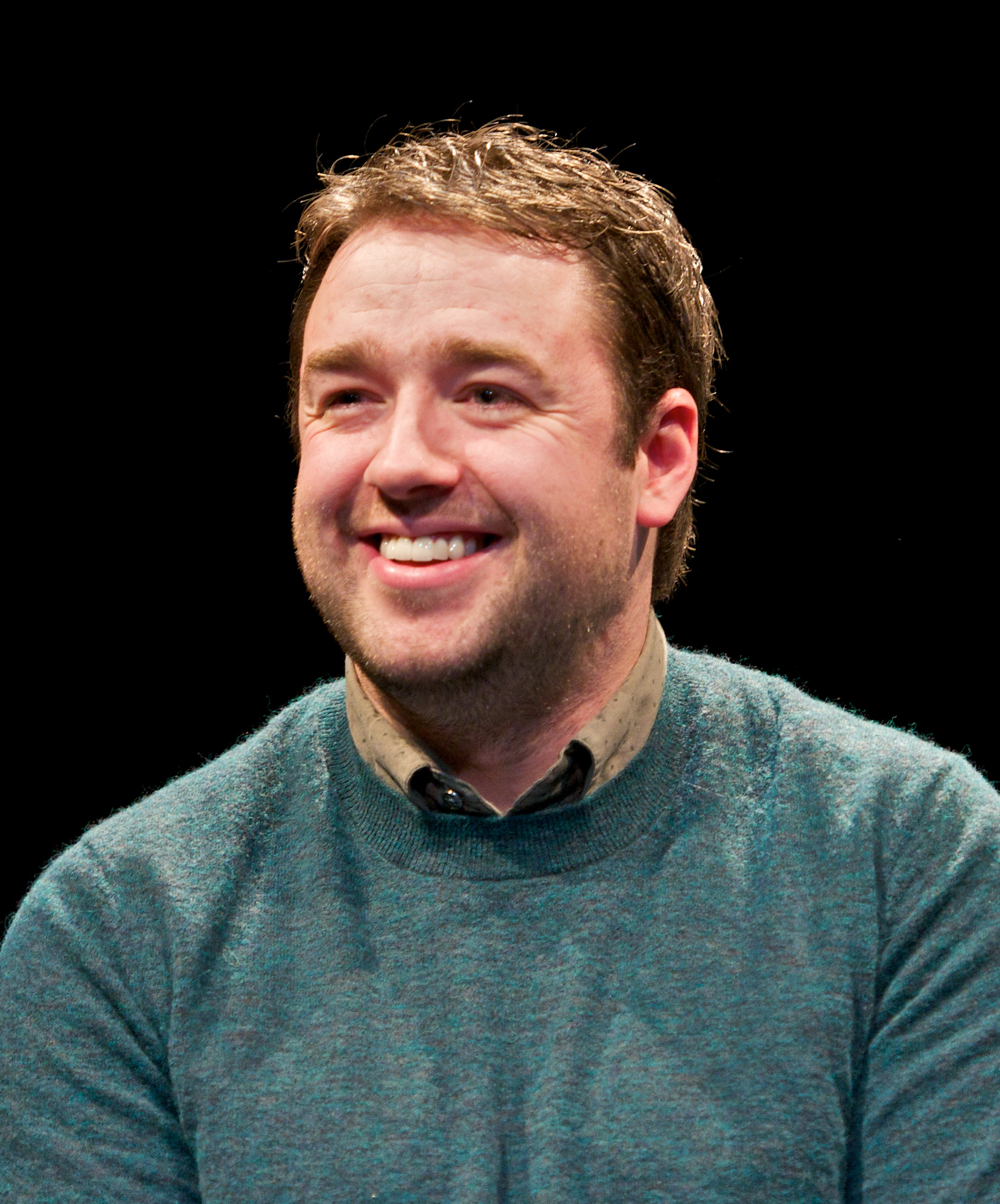
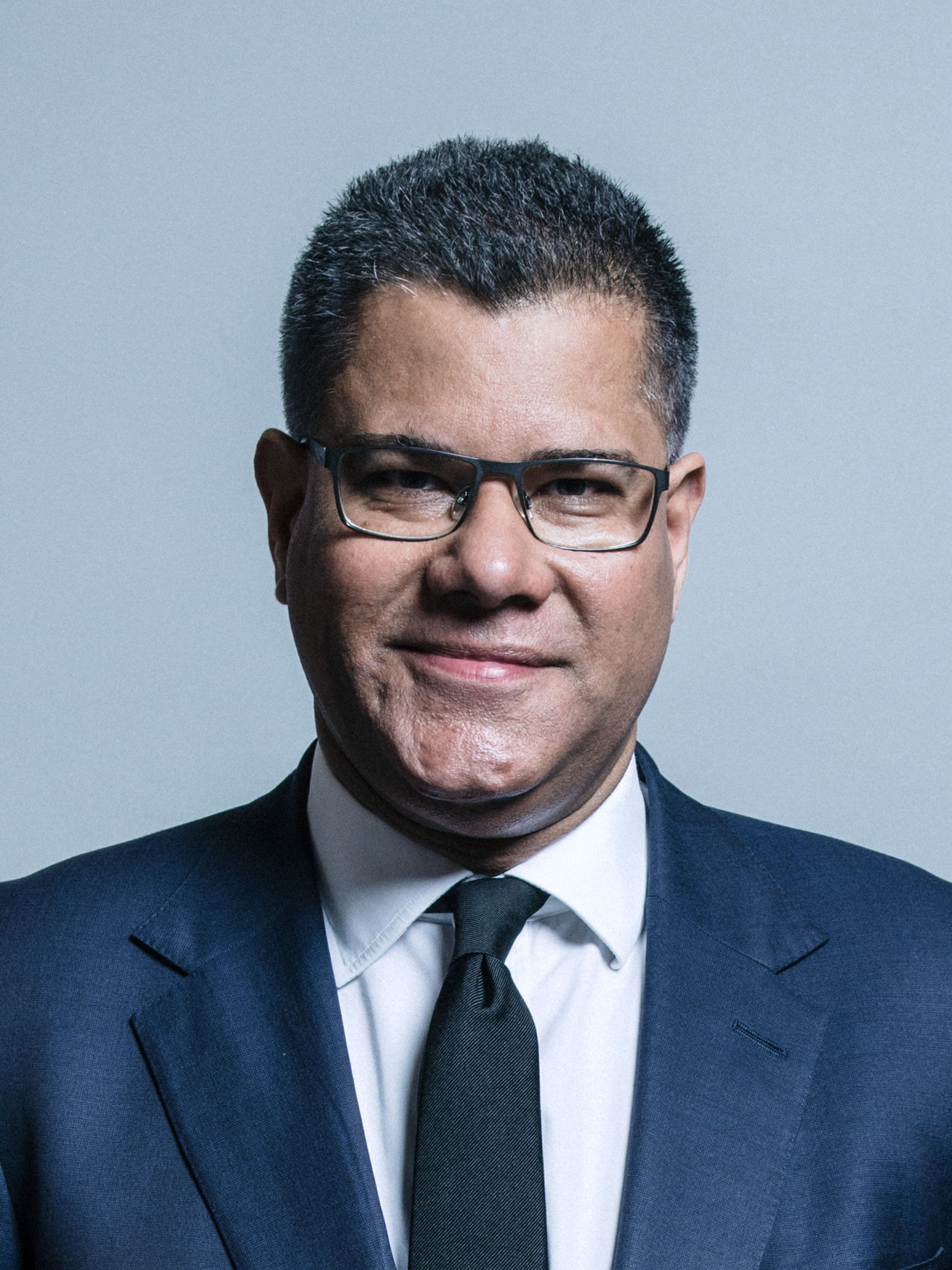

## أساتذة بارزون
- أنطوني كولدربانك

## وصلات خارجية
الموقع الرسمي للجامعة